# Церемония укрепления супружеских уз
Церемония укрепления супружеских уз (англ. Wedding vow renewal ceremony) — церемония повторного посвящения супружеской четы, проводимая в Церкви объединения, где пара даёт друг другу повторный супружеский обет.
Церемония пользовалась популярностью в течение десятилетий в Италии, и имела место в США с 1950-х, но обрела большую известность только в 1970-х. Большинство церемоний проходили в храмах Церкви объединения и рассматривались как путь для супружеской пары к обновлению посвящённости друг к другу путём напоминания через супружеский обет, который они когда-то давали друг перед другом, и дают заново спустя годы. Для некоторых пар данная церемония даёт шанс (которого у них не было до сих пор) устроить свадебную вечеринку. Церемонии укрепления супружеских уз часто носят западный характер проведения свадебных балов: с составлением четой списка гостей, покупкой новых обручальных колец и наймом фотографов. Некоторыми причинами проведения четой церемонии являются прохождение через множество трудностей в их супружеских отношениях, празднование круглой годовщины, или проведение религиозной церемонии в случае, если таковая не имелась на свадьбе.
В 2007 году в Питтсбурге (Пенсильвания) планировалось проведение церемоний укрепления супружеского союза для тысячи пар в рамках празднования 250-летия города. В 2009 году Университет Майами провел церемонию для 1087 пар, выпускников университета.